# Прогресс (Будённовский район)
Прогре́сс — посёлок в Будённовском районе (муниципальном округе) Ставропольского края России.

## Варианты названия
- Третья ферма свх. Большевистская Искра[3].

## География
На реке Мокрая Буйвола.
На западе: село Искра.
На севере-западе: посёлок Целинный, урочище Звенигородское.
Расстояние до краевого центра: 153 км.
Расстояние до районного центра: 42 км.

## История
Образован на месте бывшего села Довсунского (снято с учёта в 1966 году).
В соответствии с Указом Президиума Верховного Совета РСФСР от 21 сентября 1964 года посёлок Третья ферма совхоза «Большевистская искра» Прикумского сельского района был переименован в посёлок Прогресс.
До 16 марта 2020 года посёлок входил в состав сельского поселения Искровский сельсовет.

## Население
| 1989 | 2002 | 2010 | 2012 | 2014 |
| ---- | ---- | ---- | ---- | ---- |
| 393  | ↘354 | ↘345 | ↗353 | ↗400 |

Национальный состав
По данным переписи 2002 года в национальной структуре населения русские составляли 36 %, даргинцы — 52 %.